# SGS Essen (femenino)
El Sportgemeinschaft Essen-Schönebeck 19/68 es la sección femenina del SGS Essen, un club de fútbol alemán. Viste de rosa y rojo, y juega en la Bundesliga Femenina, en el Stadion Essen de Essen.
Se creó en 1973, cuando el club se llamaba Grün-Weiss Schönebeck; tomó su actual nombre al fusionarse con el VfB Borbeck en 2000. En 2004 ascendió a la Bundesliga. 
Sus mejores resultados son tres quintos puestos (2009, 2012, 2015). En 2014 llegó a la final de la DFB-Pokal; la perdió contra el 1.FFC Frankfurt y 2020 contra el VfL Wolfsburg.